# Período Edo

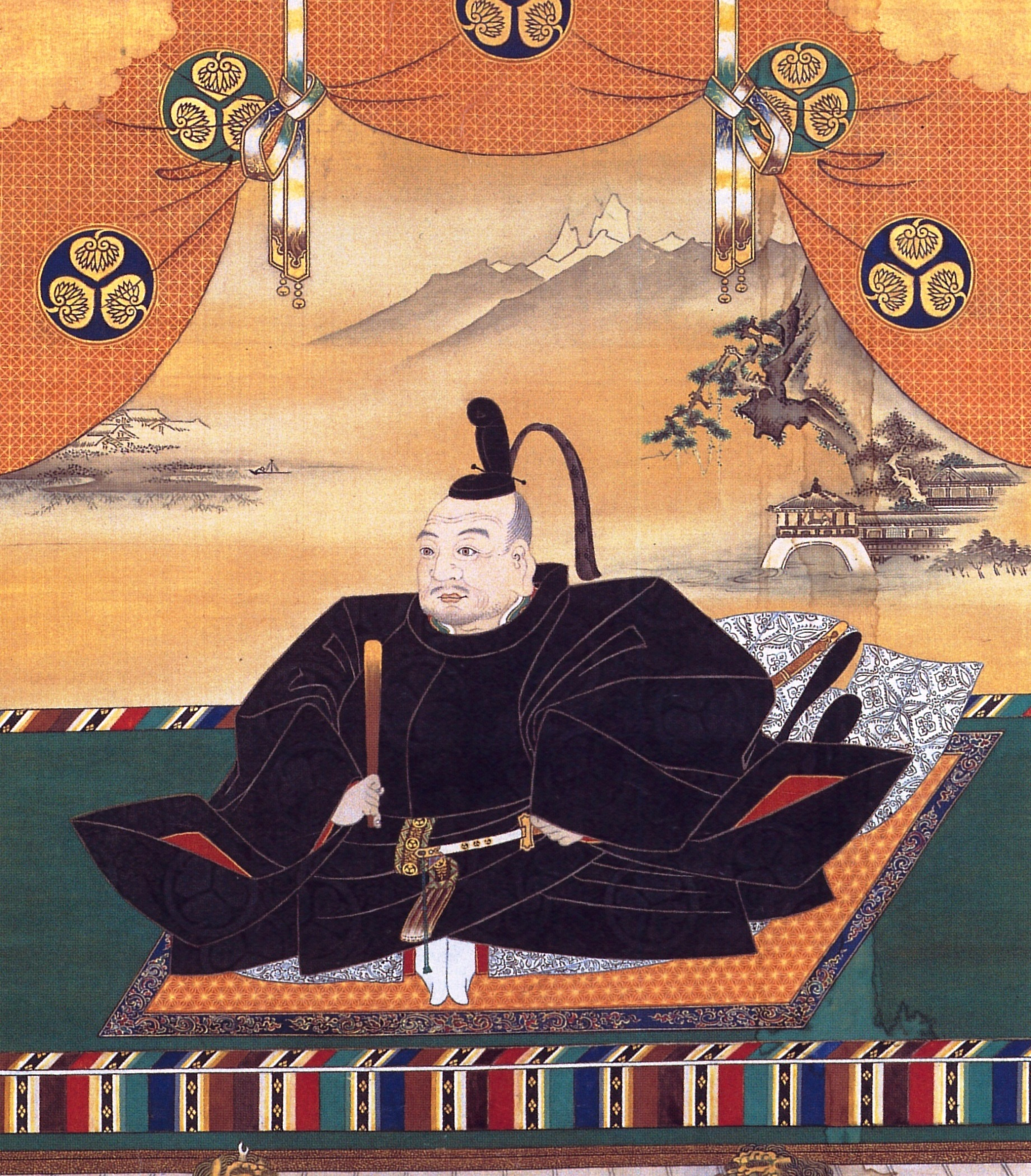
Ieyasu Tokugawa, el primer shōgun Tokugawa.

El Edo bakufu (江戸時代?  del japonés: shogunato) o período Edo (江戸時代 Edo-jidai?, Yeddo-jidai; japonés: época), también conocido como período Tokugawa (徳川時代 Tokugawa-jidai?), o sogunato Tokugawa (gobierno del sogún Tokugawa) o era de la paz ininterrumpida (1603-1868), es una división de la historia de Japón que se extiende desde el 24 de marzo de 1603 hasta el 3 de mayo de 1868.
El periodo delimita el gobierno del Shogunato Tokugawa o Edo, que estableció oficialmente en 1603 el primer shōgun Tokugawa, Tokugawa Ieyasu. El periodo Edo terminó en 1868 con la restauración del gobierno imperial por parte del decimoquinto y último shōgun, Tokugawa Yoshinobu. El fin del periodo Edo marcó también el comienzo del período imperial.

## Gobierno delshōguny losdaimyō

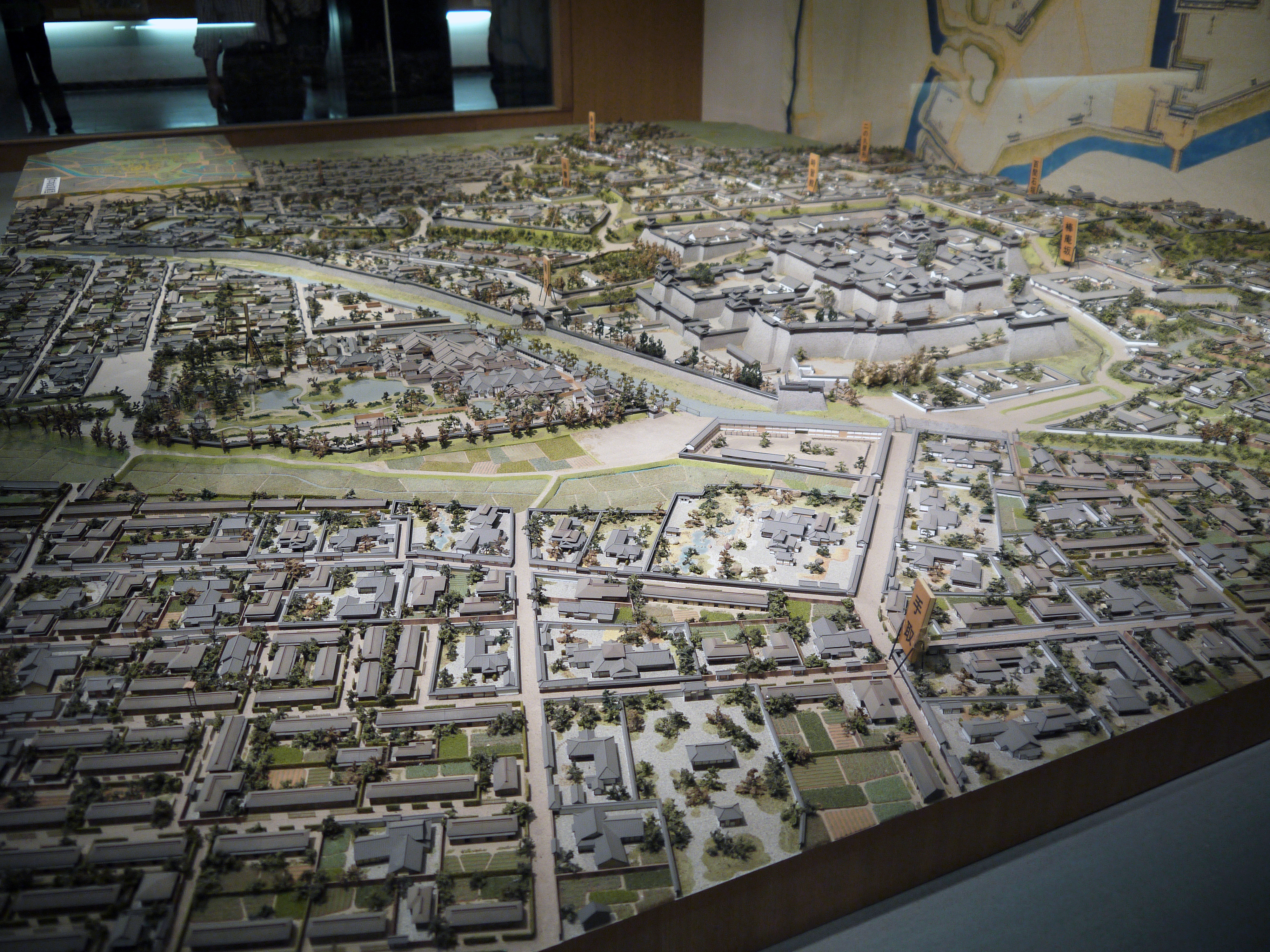
Maqueta de Kumamoto y su Castillo Kumamoto durante el Período Edo.

Ieyasu Tokugawa, el principal beneficiado de los logros de Oda Nobunaga y de Hideyoshi Toyotomi, era un daimyō sumamente poderoso de la rica región de Kantō. Poseía tierras que producían dos millones y medio de koku; posteriormente se estableció en Edo (hoy Tokio) y añadió a sus posesiones nuevas tierras que generaban otros dos millones. Después de la muerte de Hideyoshi, se apresuró a mantener el control sobre la familia Toyotomi.
La victoria del ejército de Ieyasu sobre los daimyō del Oeste en la batalla de Sekigahara en el año 1600 le dio el dominio casi total sobre Japón. Después de consolidar su poder mediante la eliminación de sus enemigos y el estricto control sobre otros daimyo, Ieyasu cedió a su hijo Tokugawa Hidetada el título de shōgun y se nombró a sí mismo shōgun retirado en 1605. Los Toyotomi aún eran una amenaza para su causa, por lo que dedicó toda una década a erradicarlos. En 1615 la fortaleza de los Toyotomi en Osaka fue destruida por el ejército de Tokugawa.
El período Edo trajo a Japón doscientos cincuenta años de estabilidad. El sistema político evolucionó a lo que los especialistas llaman bakuhan, combinación de los términos bakufu y han, para describir el gobierno característico del periodo. En el bakuhan el shōgun gozaba de la autoridad nacional mientras que los daimyō ostentaban la regional. La burocracia aumentó durante este periodo con el afán de administrar la combinación de gobierno centralizado y descentralizado. Los Tokugawa afianzaron su poder durante el primer siglo de su gobierno: la distribución de la tierra les proporcionaba cerca de siete millones de koku y el control sobre las ciudades más importantes.
La jerarquía feudal se completó con las distintas clases de daimyō. Los más cercanos a los Tokugawa eran los shinpan o casas relacionadas. Existían en esta época veintitrés daimyō en las fronteras de las tierras pertenecientes a los Tokugawa, los cuales estaban directamente relacionados con Ieyasu. La segunda posición en la jerarquía la constituían los fudai, los cuales habían sido recompensados con tierras cercanas a los dominios de los Tokugawa por sus leales servicios. Durante el siglo XVIII 145 los fudai controlaban pequeños territorios, de los que el de mayor importancia contaba tan solo con 250 000 koku. Por último, 97 han formaban el tercer grupo, el de los tozama, los cuales eran principalmente viejos enemigos o nuevos aliados. Los tozama estaban ubicados frecuentemente en la periferia del archipiélago, y entre todos poseían tierras de alrededor de diez millones de koku.
Los Tokugawa no solo consolidaron su señorío sobre el reunificado Japón, sino que también gozaban de un poder sin precedentes sobre el emperador, las cortes, los daimyō y las órdenes religiosas. El emperador únicamente daba su aprobación como última opción en los asuntos políticos del país; sin embargo, los Tokugawa colaboraron a que la familia imperial recobrara sus días de gloria reconstruyendo sus palacios y asegurándole el disfrute de nuevas tierras. Para garantizar lazos estrechos entre el clan imperial y la familia Tokugawa, la nieta de Ieyasu fue nombrada consorte imperial en 1619.
Se establecieron una serie de códigos legales para regular las propiedades de los daimyō. Estos códigos disponían además normas de conducta, matrimonios, vestimenta, tipo de armas, número de tropas que los daimyō podían poseer y exigían además que los señores feudales residieran en Edo por un año, prohibían la construcción de barcos transatlánticos, prohibían el cristianismo, restringieron la posesión de castillos a uno por señorío entre las principales casas. Aunque en la práctica los daimyō no pagaban impuestos, se les imponía regularmente una serie de contribuciones de tipo militar o logístico, además de contribuciones para proyectos públicos como construcciones de castillos, caminos, puentes y palacios. Las aportaciones que recibían no solo fortalecían a los Tokugawa, sino que debilitaban a los daimyō económicamente y por lo tanto disminuían la amenaza de un levantamiento en contra de la administración central. Los que anteriormente habían sido feudos militares se transformaron en unidades de administración local.
El sistema legislativo era complejo, y estaba sometido a la unidad administrativa, lo que significaba que el individuo no existía como tal en la ley, ni estaba reconocido por el Estado. Existía solo en cuanto era miembro de la unidad familiar. La familia se consideraba la unidad básica de administración, y todos sus integrantes quedaban supeditados a ella; la más común era la familia agraria. A las personas que no perteneciesen a un clan familiar o no estuviesen reconocidas por ninguno, se les planteaban serias dificultades para sobrevivir. No ser reconocidos por el estado suponía no poder poseer ni bienes ni inmuebles ni privilegios.

## De la apertura al aislamiento

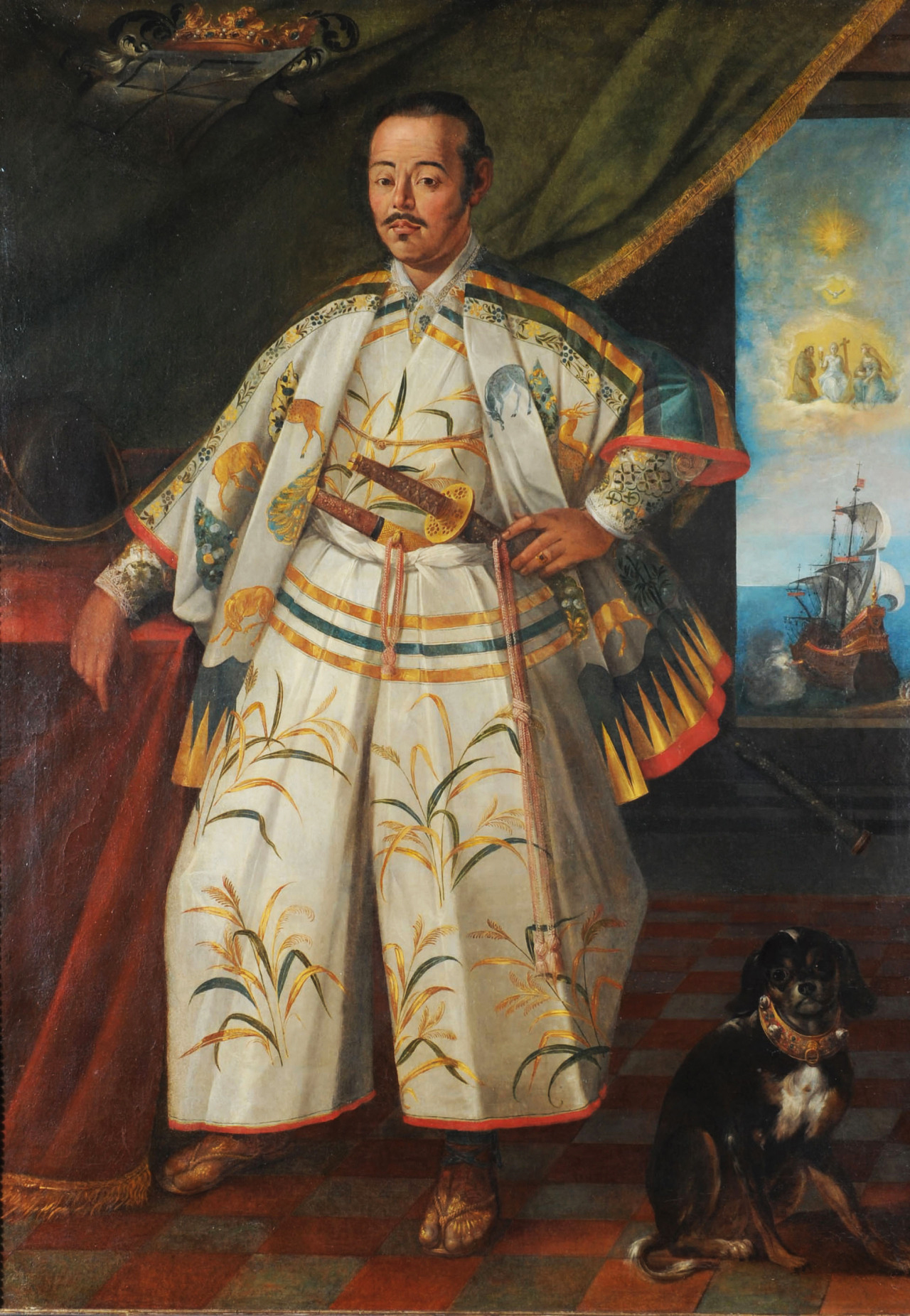
Hasekura Tsunenaga, un samurái bajo las órdenes del clan Date y primer embajador oficial de América y Europa en 1615.

Tal como lo hizo Hideyoshi, Ieyasu alentó el comercio con el exterior, pero mantenía recelo ante los extranjeros. Quería hacer de Edo un puerto mayor, pero una vez que se dio cuenta de que los europeos favorecían a distintos puertos en Kyūshū y después de conocer la negativa de China a sus planes de intercambio comercial, comenzó a controlar el comercio ya existente y solamente permitió que en algunos puertos se mercadeara, con productos específicos.
El comienzo del periodo Edo coincidió con las últimas décadas del periodo de comercio Nanban, durante el cual se intensificó la interacción con las potencias europeas en los ámbitos económicos y religiosos. Es al comienzo del periodo Edo cuando Japón comenzó a construir barcos transatlánticos de tipo occidental, tal y como el barco de guerra japonés «San Juan Bautista», un galeón de quinientas toneladas que transportó la embajada japonesa encabezada por Hasekura Tsunenaga al continente americano y a Europa. Durante este periodo también se comisionaron trescientos cincuenta Shuinsen (barcos con el sello real), que contaban con tres mástiles y estaban armados para que comerciaran en Asia.
El «problema cristiano» fue, en efecto, el problema de controlar tanto a los daimyō conversos en Kyūshū como el comercio con los europeos. En torno al 1600, existían entre setecientos y setecientos cincuenta mil cristianos en Japón. Los Tokugawa y sus partidarios tenían a la nueva religión por un factor desestabilizador que podía llegar a amenazar su poder, en especial en liga con los restos de los seguidores de los Toyotomi. En 1612 a los sirvientes del shōgun y a los residentes de las tierras de Tokugawa se les ordenó que renegaran del cristianismo. En los feudos Tokugawa se derruyeron los templos cristianos y se prohibió la predicación. Más restricciones se dieron a conocer a partir del año siguiente, entre ellas limitación de comercio con extranjeros en Nagasaki y en Hirado. En 1622 se ejecutó a ciento veinte misioneros y conversos. En 1624 se expulsó a los españoles y se rompieron las relaciones diplomáticas entre Japón y España. En 1629 se ajustició a cientos de cristianos. Se obligó a la población a registrarse en los templos budistas, que se transformaron en oficinas de registro oficiosas. Ante la imposibilidad de perseguir el cristianismo y mantener el comercio exterior, el Gobierno optó por sacrificar este en tiempos del tercer sogún. Mediante una serie de decretos emitidos entre 1633 y 1639, el país se aisló del exterior. Finalmente, en 1635 se prohibió que cualquier japonés viajara al extranjero y se dispuso que, si llegaban a salir del país, jamás volvieran. Los que se habían asentado en el exterior tenían prohibido el regreso al país. Los portugueses y mestizos fueron asimismo expulsados del imperio.
El shogunato percibió al catolicismo como un factor extremadamente desestabilizador, por lo que fue perseguido. La Rebelión Shimabara de 1637-1638, en la que samuráis católicos y campesinos se rebelaron en contra de sus gobiernos feudales y del gobierno central, fue reprimida, lo que obligó a los Kakure Kirishitan a profesar su fe secretamente. Poco tiempo después, los portugueses fueron también expulsados y miembros de la misión diplomática fueron ejecutados.
Para 1650 el cristianismo había sido erradicado casi en su totalidad además de que la influencia extranjera en asuntos políticos, económicos y religiosos dentro de Japón se volvió limitada. Tan solo a China, la Compañía Neerlandesa de las Indias Orientales y por un breve periodo a los ingleses se les permitió visitar Japón durante este periodo, solo con fines comerciales y con acceso restringido solo al puerto de Dejima en Nagasaki. Otros europeos que arribaban a costas japonesas eran ejecutados sin juicio de por medio.

## Sociedad
Después de un largo periodo de conflictos internos, el primer objetivo del recién establecido shogunato Tokugawa era pacificar el país. Creó un equilibrio en el poder que permaneció relativamente estable por los siguientes 250 años, influenciado por los principios del confucionismo de orden social. La mayoría de los samurái perdieron la posesión directa de las tierras y se les plantearon dos opciones: dejar las armas y convertirse en campesinos o trasladarse a la ciudad principal de su feudo y convertirse en sirvientes a sueldo del daimyō. Solo algunos pocos samurái permanecieron en las provincias exteriores del norte o como vasallos directos del shōgun, conocidos como los 5000 hatamoto. Se estableció además el sistema sankin kōtai en el que se estipulaba que las familias de los daimyo debían de residir en Edo, además de que los daimyō debían permanecer en Edo un año y al año siguiente en su provincia.
La población fue dividida en cuatro clases en un sistema conocido como mibunsei (身分制?): en el primer nivel estaban los samurái (alrededor del 5 % de la población), en el segundo nivel estaban los campesinos (más del 80 % de la población), en el tercero los artesanos y al final estaban los comerciantes. Solo los campesinos vivían en las áreas rurales. Los samurái, artesanos y los comerciantes vivían en las ciudades que se construyeron alrededor de los castillos de los daimyō, y cada uno de los grupos con una zona específica para ocupar dentro de la ciudad. Este sistema impedía el casamiento de personas de distinta clase.
Fuera de estas cuatro clases sociales estaban los llamados eta y los hinin, cuyas profesiones rompían los esquemas del budismo. Los eta eran carniceros, curtidores y sepultureros. Los hinin servían como guardias o verdugos. Otros grupos excluidos de las clases sociales incluían los mendigos y las prostitutas.
Los individuos no tenían ningún derecho legal en Japón. La familia era la entidad legal más pequeña contemplada, por lo que mantener el estatus y privilegios de la familia tenía una gran importancia a todos los niveles de la sociedad. Por ejemplo, las leyes penales del período Edo prescribían el «trabajo no libre» (esclavitud) a la familia inmediata de los criminales ejecutados en el artículo 17 del Gotōke reijō, pero nunca se estableció su práctica. El Gotōke reijō de 1711 fue la compilación de estatutos proclamados entre 1597 y 1696.
La afluencia obligatoria de los señores feudales a Edo, una aldea insignificante a principios del siglo XVII, el asentamiento de mercaderes, artesanos y el traslado a ella de templos budistas y sintoístas determinó un veloz crecimiento de la población. A mediados de ese siglo, la población rondaba ya los cuatrocientos treinta mil habitantes, la mitad de ellos militares. Mediado el siglo siguiente, la ciudad alcanzó ya el millón de habitantes, un tercio de ellos militares. La importancia comercial de Osaka hizo que también creciese notablemente: de los doscientos mil habitantes en 1660 pasó a los trescientos ochenta mil en 1736 y luego a los cuatrocientos veinte mil en 1765.
Para mediados del siglo XVII, Edo mantenía una población de más de un millón de habitantes, mientras que Osaka y Kioto tenían más de 400 000. Algunas otras ciudades castillo tuvieron un crecimiento importante. Japón tuvo una tasa de crecimiento de prácticamente cero entre las décadas de 1720 y 1820, lo cual es generalmente atribuido a baja tasa de natalidad como consecuencia de la hambruna, pero algunos historiadores han presentado diversas teorías como el alto porcentaje de infanticidios para controlar artificialmente el crecimiento poblacional.

### Fuentes de los ingresos señoriales

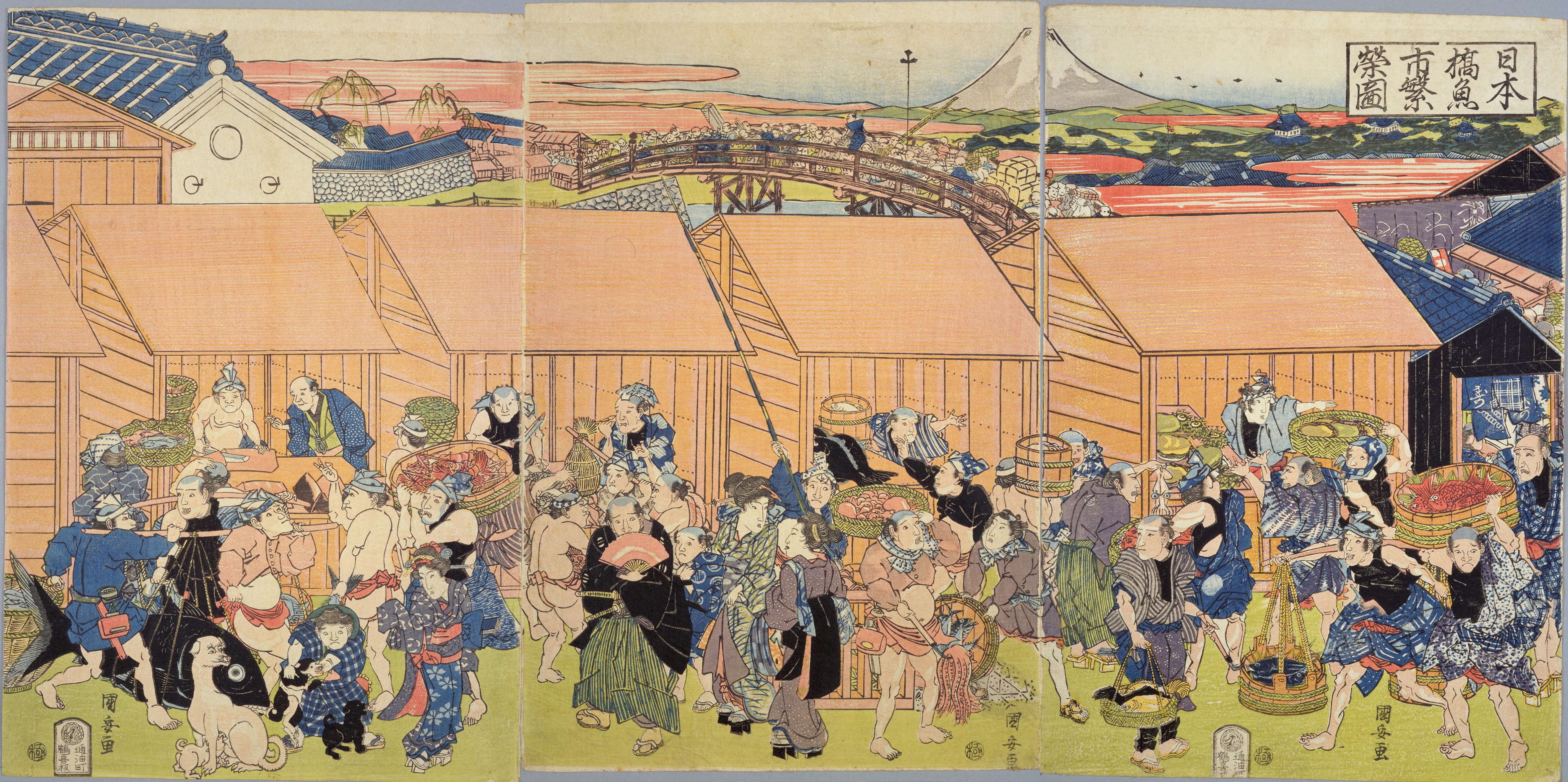
Prosperidad del mercado de pescado de Nihonbashi (período Edo) por Utagawa Kuniyasu.

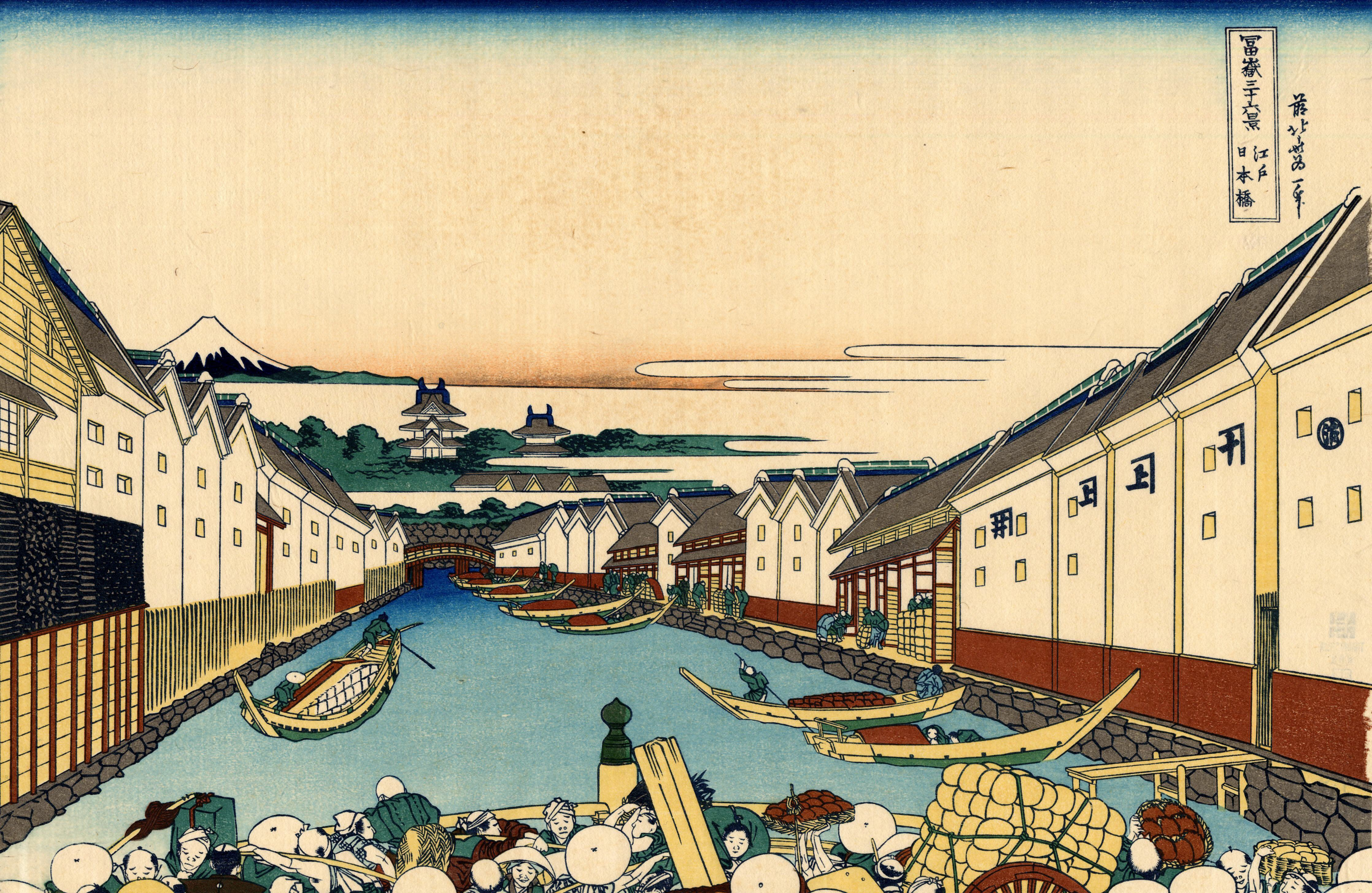
Corredor de arroz en 1820 Japón. Treinta y seis vistas del monte Fuji, de Hokusai.

### Comercio, población y vida urbana

Principales rutas comerciales marítimas japonesas en el siglo.

## Desarrollo artístico e intelectual

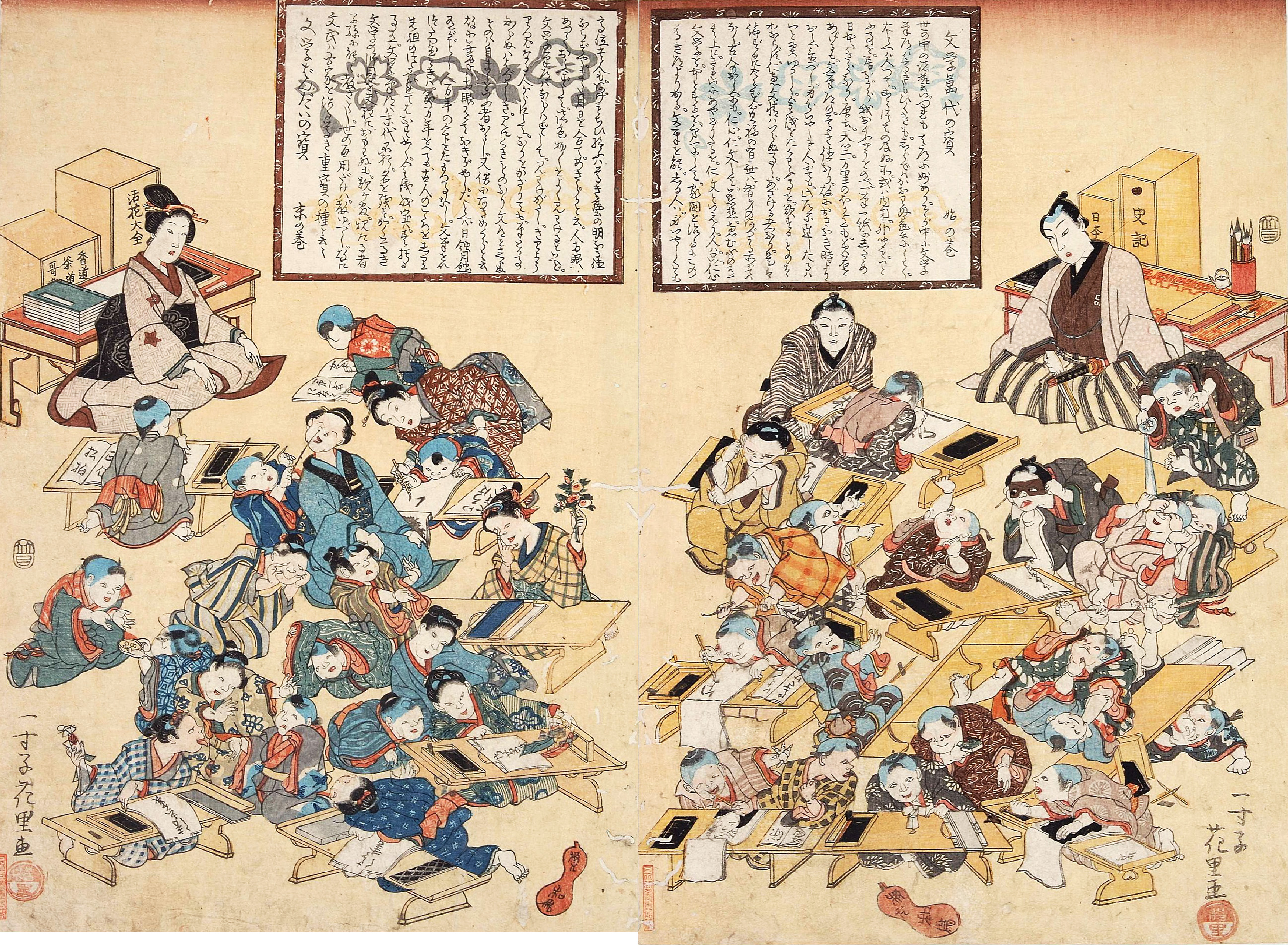
Terakoya, la escuela de educación privada.

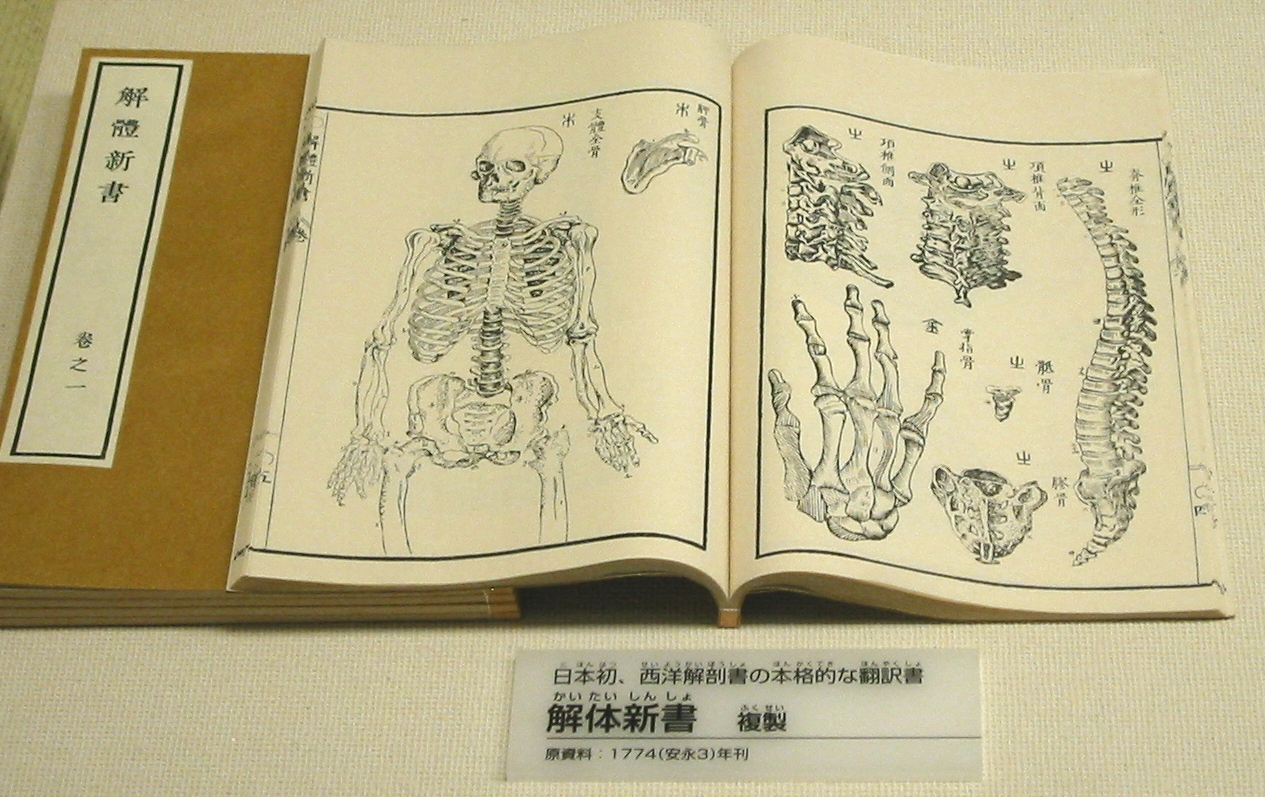
Kaitai Shinsho, primer tratado japonés de anatomía, publicado en 1774.

## Economía